# We Bury the Dead
BWe Bury the Dead är en australisk skräckfilm regisserad av Zak Hilditch som även skrivit filmens manus. Filmen hade premiär i Australien den 1 november 2024.

## Handling
En ung kvinna letar efter sin man efter ett förödande militärexperiment i Tasmanien. Upptäckterna av zombies bland de döda sätter käppar i hjulet och tvingar henne att stiga in i rollen som en tuff hjältinna.

## Rollista (i urval)
- Daisy Ridley - Ava Newman
- Mark Coles Smith - Riley
- Brenton Thwaites - Clay
- Kym Jackson - Lt. Wilkie
- Matt Whelan - Mitch